# Hans-Jakob Tebarth
Hans-Jakob Tebarth (* 29. November 1957 in Schaephuysen, Niederrhein) ist ein deutscher Historiker.

## Leben
Nach dem Besuch der Katholischen Grundschule in Schaephuysen und des Gymnasiums Adolfinum in Moers studierte Tebarth nach Ableistung des Grundwehrdienstes bei der Luftwaffe (1978/79) Neuere, Mittlere und Osteuropäische Geschichte, sowie Geographie an der Heinrich-Heine-Universität in Düsseldorf (I. Staatsprüfung, M.A. und Promotion ebendort). Von 1986 bis 1991 arbeitete Tebarth in Forschungsprojekten an der Universität zu Köln unter Leitung von Andreas Kappeler und der Heinrich-Heine-Universität zur Osteuropäischen und Ostmitteleuropäischen Geschichte unter Leitung von Hans Hecker. Er war langjährig als Lehrbeauftragter der Heinrich-Heine-Universität Düsseldorf tätig.
Von 1991 bis 2001 war Tebarth wissenschaftlicher Angestellter und zuletzt Geschäftsführer bei der Kulturstiftung der deutschen Vertriebenen in Bonn, 2001/2002 Mitglied des Aufbaustabs des Deutschen Kulturforums östliches Europa e. V. in Potsdam.
Ab 2002 fungierte Tebarth bei der Stiftung Martin-Opitz-Bibliothek in Herne zunächst als Stellvertretender Direktor. 2012 übernahm er den Posten als Direktor der Stiftung, den er bis zum Eintritt in den Ruhestand 2022 innehatte.
Im Jahr 2004 übernahm er die Schriftleitung der Zeitschrift Bibliothek und Medien. Mitteilungen der Arbeitsgemeinschaft der Bibliotheken und Dokumentationsstellen der Ost-, Ostmittel- und Südosteuropaforschung (ABDOS) e. V. und übergab diese Aufgabe 2020 an seine Nachfolgerin Marija Simasek. Zudem war er langjähriges Vorstandsmitglied der ABDOS (bis Mai 2022) und des Digitalen Forums Mittel- und Osteuropa (DiFMOE) e. V. Seit der Projektphase gehörte er bis 2022 dem Lenkungskreis von „Copernico. Onlineportal Geschichte und kulturelles Erbe im östlichen Europa“ an. Er vertrat die Martin-Opitz-Bibliothek im Deutsch-Russischen Bibliotheksdialog. Im Januar 2022 wurde ihm die Ehrenmitgliedschaft der Vereinigung „Die Galiziendeutschen – Geschichte und Erinnerungskultur e.V.“ (bis 2021 „Hilfskomitees der Galiziendeutschen e.V.“) verliehen.
Er hat sich langjährig in der Kommunalpolitik und im örtlichen Pfarrgemeinderat St. Hubertus Schaephuysen engagiert. Von 2015 bis 2022 war er Vorstandsvorsitzender der Dr.-Werner-Emil-Maaß-Stiftung.
Tebarth publiziert hauptsächlich zu historischen, bibliothekarischen und Digitalisierungs-Themen (für das Bibliothekswesen) und hat zahlreiche Werke – überwiegend mit Christof Dahm – herausgegeben oder bearbeitet. Die nicht selbstständig erschienenen Texte können z. T. über die Deutsche Digitale Bibliothek, den OPAC der Martin-Opitz-Bibliothek oder den Elektronischen Lesesaal der MOB recherchiert werden.

## Schriften (Auswahl)
- Hans-Jakob Tebarth: Technischer Fortschritt und sozialer Wandel in deutschen Ostprovinzen: Ostpreußen, Westpreußen und Schlesien im Zeitalter der Industrialisierung Berlin 1991, ISBN 3-7861-1620-2.
- Christof Dahm, Hans-Jakob Tebarth (Hrsg.): Deutsche und Polen. Beiträge zu einer schwierigen Nachbarschaft. Kulturstiftung der Deutschen Vertriebenen, Bonn 1994, ISBN 3-88557-131-5.
- Christof Dahm, Hans-Jakob Tebarth (Bearb.): Die Bundesrepublik Deutschland und die Vertriebenen. Fünfzig Jahre Eingliederung, Aufbau und Verständigung mit den Staaten des östlichen Europa. Kulturstiftung der Deutschen Vertriebenen, Bonn 2000, ISBN 3-88557-192-7.
- Arkadiusz Danszczyk, Hans-Jakob Tebarth: Best Practice in einer wissenschaftlichen Spezialbibliothek – ein Widerspruch in sich oder unverzichtbare Voraussetzung? Teil 1: Künstliche Intelligenz - automatisierte Erschließungsverfahren. In: Open Password, Sonthofen 2020.
- Arkadiusz Danszczyk, Hans-Jakob Tebarth: Best Practice in einer wissenschaftlichen Spezialbibliothek – ein Widerspruch in sich oder unverzichtbare Voraussetzung? Teil 2: Verbundkatalog Östliches Europa - ALLEGRO - Deutsche Kultur und Geschichte im Östlichen Europa - Arbeitsgemeinschaft der Bibliotheken und Sammlungen zur deutschen Kultur und Geschichte im östlichen Europa - PICA - VuFind - Ruhr-Universität Bochum - osmikon - Bayerische Staatsbibliothek München - Europäische Kulturhauptstädte - Digitalisierung. In: Open Password, Sonthofen 2020.
- Arkadiusz Danszczyk, Hans-Jakob Tebarth: Best Practice in einer wissenschaftlichen Spezialbibliothek – ein Widerspruch in sich oder unverzichtbare Voraussetzung? Teil 3: Öffentlichkeitsarbeit - Bundesakademie für Kulturelle Bildung - Mulvany-Berufskolleg - BIPARCCOURS - Urheberrecht - Beauftragte für Kultur und Medien - Massendigitalisierung - Universität Bochum - Universität Münster - Elektronischer Lesesaal - Deutsche Digitale Bibliothek - Digitales Forum Mittel- und Osteuropa - Imageware - Java - Urheberrecht - Verbundkatalog östliches Europa - Wissenschaftsrat - Elektronischer Lesesaal. In: Open Password, Sonthofen 2020.
- Arkadiusz Danszczyk, Hans-Jakob Tebarth: Best Practice in einer wissenschaftlichen Spezialbibliothek – ein Widerspruch in sich oder unverzichtbare Voraussetzung? In: Bibliotheken. Wegweiser in die Zukunft. Projekte und Beispiele. Herausgegeben von Erda Lapp, Silke Sewing, Renate Zimmermann und Willi Bredemeier. Simon Verlag für Bibliothekswissen, Berlin 2021, ISBN 978-3-945610-62-6, S. 165–188.